# Noville VD
| VD ist das Kürzel für den Kanton Waadt in der Schweiz. Es wird verwendet, um Verwechslungen mit anderen Einträgen des Namens Noville zu vermeiden. |

Noville ist eine politische Gemeinde im Distrikt Aigle des Kantons Waadt in der Schweiz.

## Geographie

Luftbild (1971)

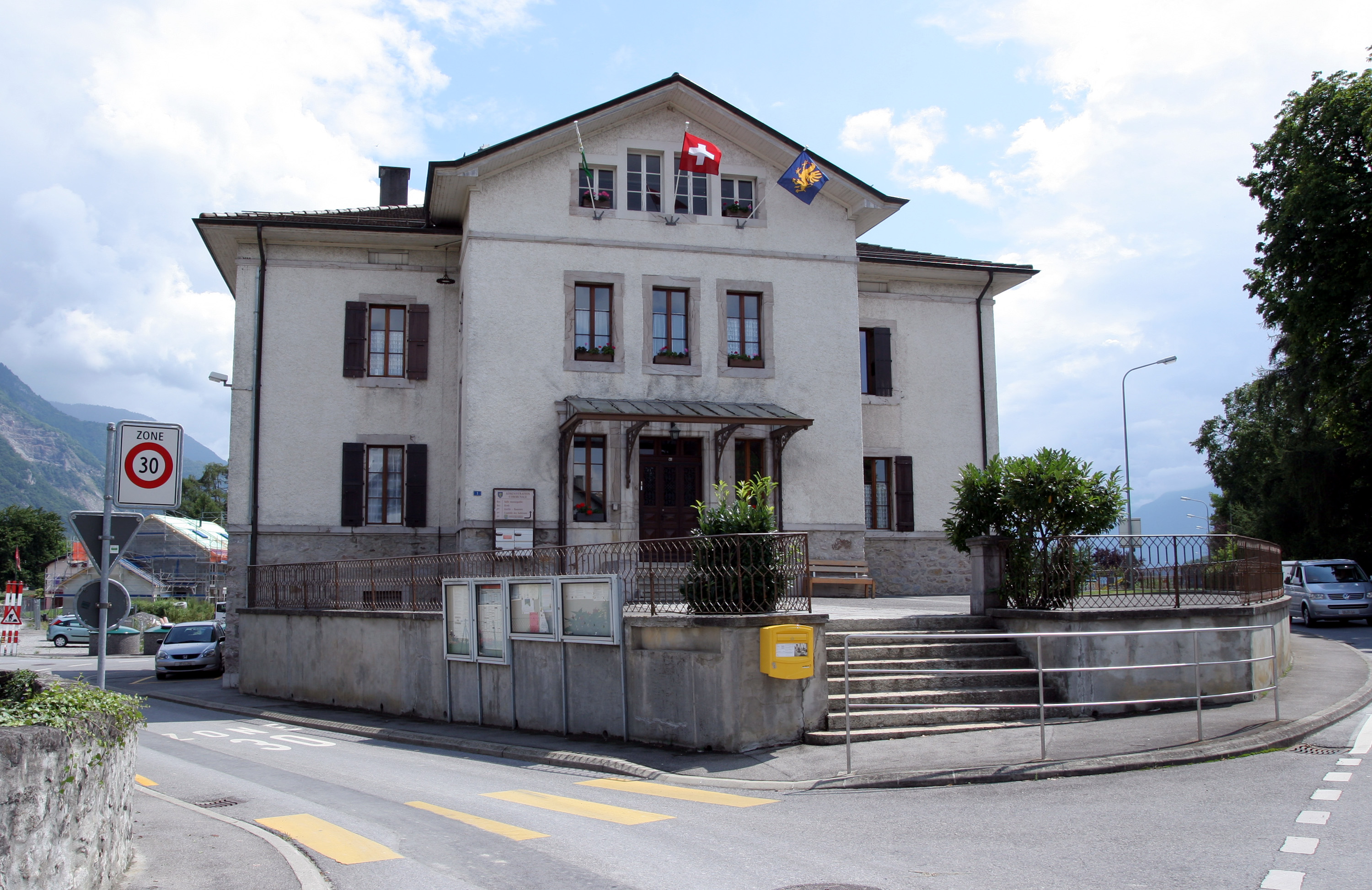
Das Gemeindehaus von Noville

Noville liegt auf 378 m ü. M., 8 km nordwestlich des Bezirkshauptortes Aigle (Luftlinie). Das Dorf erstreckt sich in der weiten Talebene östlich der Rhone, kurz vor ihrer Mündung in den Genfersee, am Fuss der Waadtländer Voralpen.
Die Fläche des 10,3 km² grossen Gemeindegebiets umfasst einen Abschnitt des Rhônetals. Der Gemeindeboden erstreckt sich vom kanalisierten Lauf der Rhône ostwärts über die ebene Talniederung und den Grand Canal bis auf die Ackerbauflächen von Noville. Die östliche Abgrenzung bildet die Eau Froide, die bei Villeneuve in den Genfersee mündet. Entlang des Genferseeufers, das zwischen den Mündungen von Rhône und Eau Froide zu Noville gehört, befindet sich das unter Naturschutz stehende Feuchtgebiet Les Grangettes mit ausgedehnten Schilf- und Riedflächen, Teichen und Wäldern.
Die Insel Île de Peilz liegt 500 m vor dem Ufer. Der höchste Punkt von Noville wird mit 381 m ü. M. bei Crebelley erreicht. Von der Gemeindefläche entfielen 1997 8 % auf Siedlungen, 37 % auf Wald und Gehölze, 43 % auf Landwirtschaft und etwas mehr als 12 % war unproduktives Land.
Zu Noville gehören der Weiler Crebelley (379 m ü. M.) in der Rhôneebene östlich des Grand Canal und einige Einzelhöfe. Nachbargemeinden von Noville sind Villeneuve, Rennaz, Roche und Chessel im Kanton Waadt sowie Port-Valais im Kanton Wallis.

## Bevölkerung
Mit 1180 Einwohnern (Stand 31. Dezember 2023) gehört Noville zu den kleineren Gemeinden des Kantons Waadt. Von den Bewohnern sind 89,5 % französischsprachig, 5,0 % deutschsprachig und 2,6 % italienischsprachig (Stand 2000). Die Bevölkerungszahl von Noville belief sich 1900 auf 415 Einwohner. Im Verlauf des 20. Jahrhunderts blieb die Einwohnerzahl ziemlich konstant. Erst seit 1980 (427 Einwohner) wurde ein deutliches Bevölkerungswachstum verzeichnet.

## Wirtschaft
Noville war bis in die zweite Hälfte des 20. Jahrhunderts ein vorwiegend durch die Landwirtschaft geprägtes Dorf. Noch heute haben der Ackerbau und der Obstbau in der Rhôneebene einen wichtigen Stellenwert in der Erwerbsstruktur der Bevölkerung. Weitere Arbeitsplätze sind im lokalen Kleingewerbe und im Dienstleistungssektor vorhanden. Im Dorf sind eine Gärtnerei, eine Schreinerei, ein Schiffbauunternehmen und eine mechanische Werkstatt ansässig. Die Gemeinde verfügt über einen Campingplatz nahe dem Genferseeufer. In den letzten Jahrzehnten hat sich das Dorf zu einer Wohngemeinde entwickelt. Zahlreiche Erwerbstätige sind Wegpendler, die hauptsächlich in der Region Vevey-Montreux arbeiten.

## Verkehr
Die Gemeinde ist verkehrstechnisch gut erschlossen. Sie liegt an der Verbindungsstrasse, die von Villeneuve nach Vouvry führt. Der nächste Autobahnanschluss an die 1970 eröffnete A9 (Lausanne-Sion) ist rund 3 km vom Ortskern entfernt. Durch einen Postautokurs, der von Villeneuve nach Vouvry verkehrt, ist Noville an das Netz des öffentlichen Verkehrs angeschlossen.
Die Passerelle des Grangettes führt über den Rhonekanal nach Le Bouveret.

## Geschichte
Die erste urkundliche Erwähnung des Ortes erfolgte 1177 unter dem Namen Nova Villa; 1342 erschien die Bezeichnung Novella. Das Dorf wurde von Bewohnern des benachbarten Villeneuve gegründet. Seit dem Mittelalter unterstand Noville den Grafen von Savoyen.
Mit der Eroberung der Herrschaft Aigle durch Bern im Jahr 1476 gelangte Noville unter die Verwaltung des Gouvernements Aigle. Nach dem Zusammenbruch des Ancien Régime gehörte das Dorf von 1798 bis 1803 während der Helvetik zum Kanton Léman, der anschliessend mit der Inkraftsetzung der Mediationsverfassung im Kanton Waadt aufging. 1798 wurde es dem Bezirk Aigle zugeteilt. Seine heutigen Grenzen erhielt Noville erst 1834 nach der Abtrennung von Rennaz.
Im Rahmen der Eindeichung der Rhône in der zweiten Hälfte des 19. Jahrhunderts wurde ein grosser Teil des Feuchtgebietes südlich des Genfersees entwässert und wertvolles Ackerland gewonnen.

## Wappen
Beschreibung: In Blau ein rotbewehrter und -gezungter goldener Greif.

## Sehenswürdigkeiten

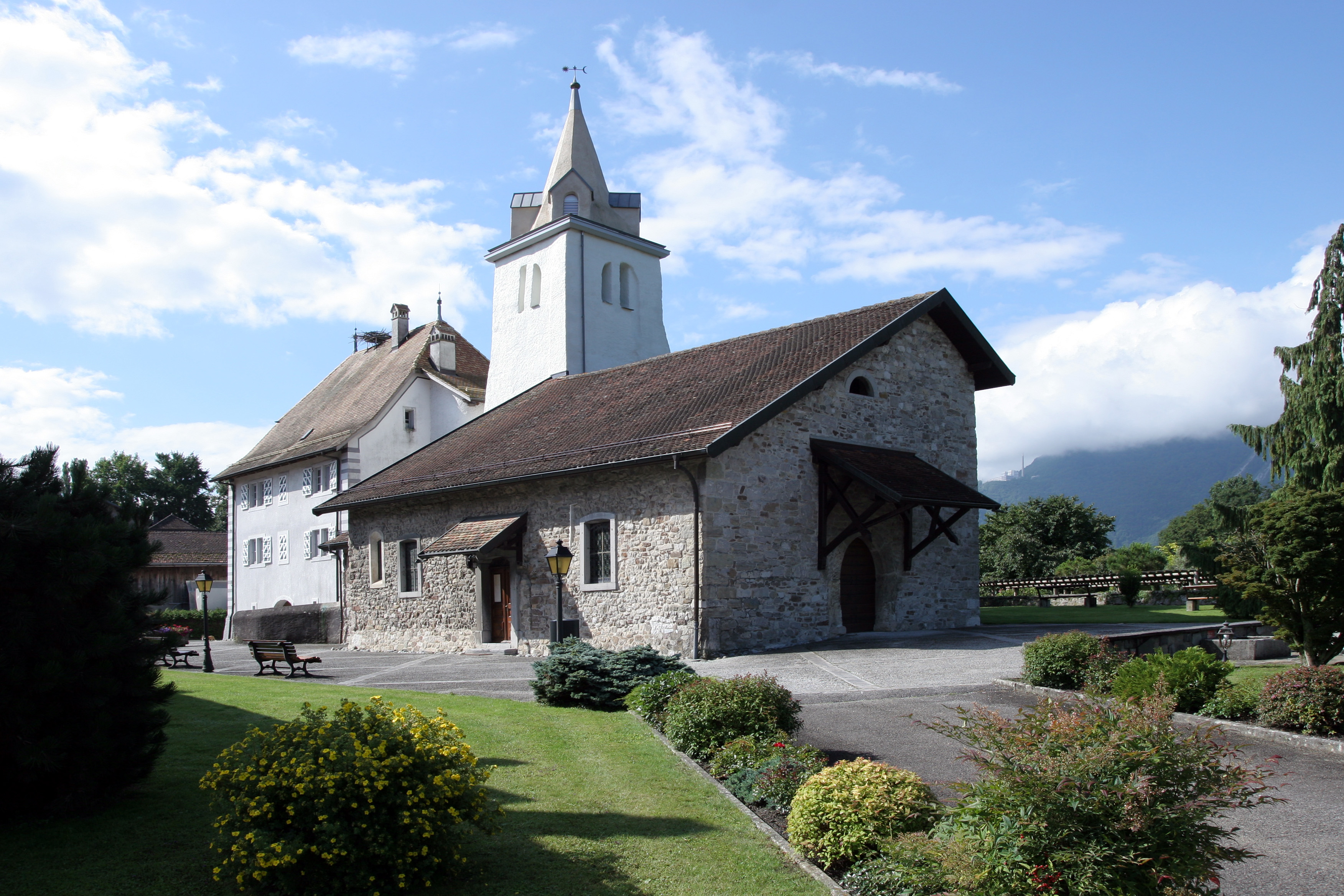
Die Kirche von Noville

Die Kirche von Noville stammt aus dem Mittelalter und weist Wandmalereien aus dem 14. Jahrhundert auf. Sie gehörte zunächst dem Bischof von Sion und stand seit 1177 unter der Obhut der Chorherren vom Grossen Sankt Bernhard. Das Wohngebäude des Gehöfts Essert wurde nach 1718 errichtet.

## Persönlichkeiten
- Mathéo Tuscher (* 1996), Schweizer Automobilrennfahrer